# Susanne Ehmcke
Susanne Ehmcke, auch Susanne Bloch-Ehmcke (* 3. August 1906 in Düsseldorf; † 2. September 1982 in München) war eine deutsche Kinderbuchillustratorin und -schriftstellerin. Sie gilt als Pionierin des gut gestalteten Bilderbuches.

## Leben und Wirken
Sie war das erste von zwei Kindern des Typographen Fritz Helmuth Ehmcke und dessen Ehefrau, der Malerin, Gebrauchsgraphikerin und Textilkünstlerin Clara Möller-Coburg. Ihre ersten Lebensjahre verlebte sie in ihrer Geburtsstadt. 1913 übersiedelte die Familie Ehmcke nach Pasing. Dort erhielt ihr Vater eine Dozentur an der Königlichen Kunstgewerbeschule, unter Leitung von Richard Riemerschmid. Nach dem Besuch der Höheren Töchterschule war sie Schülerin bei ihrem Vater, Emil Preetorius und Josef Hillerbrand. Studienaufenthalte führten Ehmcke nach Zürich und Wien.
Ab ca. Mitte der 1920er Jahre entwarf die junge Künstlerin insbesondere Mal- und Beschäftigungsbücher im Stil der Neuen Sachlichkeit (zum Beispiel Erstes Ausschneiden für Kinder oder Knöpfe legen beim Otto Maier Verlag Ravensburg / Ravensburger Spiele).
Bald folgten Bilder und Texte für Bilder-/Kinderbücher:
Als erste Bücher mit ihren Bildern und Reimen konnten noch 1933/34 bei Herbert Stuffer in Berlin 'Zirkus' sowie 'Bill und Bällchen' erscheinen. Ihre weitere berufliche Entwicklung als Autorin und Illustratorin wurde jedoch durch die nationalsozialistische Herrschaft unterbrochen. Auf Grund einer Beurteilung als 'judenstämmig und politisch vollkommen unzuverlässig' durch die Gauleitung München-Oberbayern wurde ihr bis 1939 die Mitgliedschaft in der Reichskulturkammer verweigert.
1941 erschien Ehmckes erster Jugendroman Die Zauberkiste und 1943 das Bilderbuch Vogelbart, das 1965 in einer Neubearbeitung herausgegeben wurde. Über das Bilderbuch schreibt Bettina Hürlimann:
Es... wurde mitten im Krieg auf gelbliches Papier gedruckt, mit Draht geheftet und sieht im Kreis der heutigen, glanzvoll lackierten Bücher wie ein Aschenbrödel aus. Dabei ist 'Vogelbart' weiß Gott kein Aschenbrödel, sondern ein wunderbarer alter Mann im Walde, in dessen Bart Vögel nisten und der die prächtigsten Geschichten in Versen erzählen kann, die jedes Kind schnell auswendig weiß... Voll Übermut sind diese Geschichten, ja voll bizarrer Einfälle, aber auch voll Zartheit und Poesie: ferne Klänge aus Märchen und Waldromantik schwingen mit, wie ich sie seither in keinem deutschen Kinderbuch mehr vernahm.
Ihre zwischen 1945 und 1950 erschienen Kinderbilderbücher hatte die Künstlerin bereits seit Ende der 1930er Jahre erstellt. Ganz neu illustrierte sie z. B. Das kleine Bilderlexikon, in französischer, englischer und deutscher Sprache, das seinerzeit wie folgt rezensiert wurde:
Das Lexikon ist nach Gebieten geordnet, die je eine Buchseite einnehmen, z. B. der Wald, die Straße, der Sport, die Erde usw. Zu jedem dieser Gebiete finden die Kinder ein größeres Bild, auf dem alles, was dazu gehört, zu sehen ist, außerdem kleine Einzelzeichnungen, die in drei Sprachen benannt sind. Ein Mangel scheint uns zu sein, daß keine Angaben über die Aussprache der fremden Worte gemacht werden.
Die 1966 bei Ravensburger erschienene Kinderspielesammlung 4 erste Spiele wurde von ihr gestaltet.
Ehmckes letztes Kinderbuch erschien 1970 im Artemis Verlag: Eine Kette für Lauri. Es ist ihr einziges Werk, bei dem sie sich auf den Text beschränkte, während Heiri Steiner die Illustration schuf.
Die Künstlerin war seit 1947 mit Kurt Bloch verheiratet. Aus der Ehe ging eine Tochter hervor.

## Werke (Auswahl)
- Bill und Bällchen 1934
- Vogelbart 1943
- Zauberkiste 1941
- Lieder aus dem Schneckenhaus 1944
- Gaukel-Märchen 1946
- Das kleine Bilderlexikon 1949
- Die drei Luftballons 1949
- Das kleine rote Auto 1949
- Anne Mone 1950
- Bunter Kram 1951
- Vier neue Kasperlstücke 1957
- Der Reimallein 1950
- Kasperl und der Zauberer 1966
- Eine Kette für Lauri 1970

Quelle:

## Ausstellungen
- 1981: Internationale Jugendbibliothek München
- 1981: Klingspor-Museum in Offenbach
- 2006: Vitrinenausstellung in Internationale Jugendbibliothek München
- 2010: Bilderbuchmuseum Burg Wissem Stadt Troisdorf[10]